# Kadaïre
Kadaïre est une localité du Cameroun située dans l'arrondissement de Dargala, le département du Diamaré et la région de l’Extrême-Nord. Elle fait partie du lawanat de Dambay.

## Population
En 1975, la localité comptait 21 habitants, des Peuls.
Lors du recensement de 2005, on y a dénombré 58 personnes.